# Тур Абдин
Тур Абдин (на сирийски: ܛܘܼܪ ܥܒ݂ܕܝܼܢ; на арабски: طَوْرُ عبدين) е историко-географска област в Турски Кюрдистан, Югоизточна Турция. Обхваща части от териториите на вилаетите Мардин и Шърнак. Намира се на запад от река Тигър и на север от границата със Сирия.
Тур Абдин в превод от сирийски език означава – „планина на поклонници“. Областта е от голямо значение за сирийските православни християни. Тази област се смята за землище на асирийците в Турция, които наричат себе си „сураи“ и традиционно говорят на новоарамейския език – туройо.